# Una noche de navidad
Una noche de navidad es una miniserie de televisión boliviana, producida en el año 2019 por ATB, como la adaptación original de la novela de Charles Dickens.

## Argumento
Fermín Maldonado es un atípico personaje con un alto sentido de desprecio a las fiestas navideñas, ya que su único interés es su banco.
En víspera de la Nochebuena, su familia decide dejarlo porque olvidó llegar a la cena que habían preparado con cariño para celebrar la llegada de sus hijos de los Estados Unidos. La esposa e hijos cansados de su actitud se van de su hogar a casa de unos familiares.
Fermín esa noche recibirá la visita de tres ángeles que le conducirán por su vida pasada, presente y futura, transformándolo en el hombre que ahora es. El Ángel de la Navidad presente le permite ver la realidad actual, llevándole a casa de un empleado a quien explota pagándole una miseria, sin saber que uno de sus hijos estaba por morir y a pesar de todo, nunca encontró un empleado tan fiel que éste y finalmente es visitado por el Ángel de la Navidad futura, quien lo lleva por un futuro doloroso y sin su familia.
El ángel lo conduce al cementerio y en un rincón olvidado por el tiempo hay una tumba descuidada. Al acercarse nota con horror que quien yace dentro es el propio hombre, Fermín Maldonado decía el escrito, quien arrepentido implora una oportunidad para ser otro hombre.
Inmediatamente despierta en su casa, pues todo había sido un sueño, pero no ignora todas las enseñanzas de los ángeles y muy agradecido por tener una oportunidad decide cambiar. Fermín para sorpresa de la gente, su familia y su empleado se convierte en un buen hombre. Toda la gente que lo conoció decía que supo ayudar a los demás y supo honrar la Navidad hasta su muerte.

## Elenco
- Fermín Nuñez como Sr. Maldonado
- Víctor Orihuela Pariente, actor, productor, guionista y director de teatro y televisión.
- Susana Condori, actriz de cine, teatro y televisión.
- Arcil Gabriel Lacunza Ortiz, cantante, compositor y actor.
- Luz Mishel de la Fuente Cusicanqui, actriz, productora y maquilladora.
- Tatiana Regina Vásquez Cabrera, comunicadora, presentadora y productora.
- Jhoana Kippes Montalvo, actriz, productora y diseñadora.
- Alejandra Metzelar, cantante, actriz, y presentadora  de televisión.
- Milton Iñiguez Durán.
- Héctor Otálora Sanz.
- Entre ellos se destaca Walter Alejandro Gutiérrez Bermúdez, orureño que estudio en Estados Unidos la actuación en cine y televisión.
- Fermín Núñez
- María Esther Arteaga
- Luis Zamorano
- Carla Vega
- Víctor Hugo Almeida
- Luz de La Fuente como Angel del Pasado
- Claudio Andres Tejada como Angel del Presente
- Pamela McPerson como Angel del Futuro

## Emisión
Una noche de navidad se estrenó por ATB, el sábado 21 de diciembre a las 22:40. Se proyectaba que en el 2020, se distribuyera la serie en DVD gratuitamente a los asilos, hogares de niños, centos de rehabilitación, centros culturales, así como otros canales, sin embargo, todos esos planes se cancelaron, debido a la Pandemia de COVID-19.

### Retransmisión
El sábado 19 de diciembre de 2020, ATB repriso el primer capítulo de Una noche de navidad, luego el 24 y 25 de diciembre de 2020, repriso el capítulo 2 y 3; 4 y 5 respectivamente tras reemplazar temporalmente a la reposición de Avenida Brasil.